# Оливерос, Полина
Полина Оливерос (англ. Pauline Oliveros; 30 мая 1932, Хьюстон — 25 ноября 2016, Нью-Йорк) — американская аккордеонистка и композитор.
Училась на музыкальном факультете Хьюстонского и Калифорнийского университетов. С начала 1960-х гг. активная участница экспериментов по расширению возможностей электронной музыки, проходивших в Сан-Францисском центре музыкальных записей (англ. San Francisco Tape Music Center). В 1962 г. Оливерос стала лауреатом международного конкурса молодых композиторов Gaudeamus (Нидерланды).
С конца 1980-х гг. наиболее заметная часть музыкальной активности Оливерос проходит в рамках основанного ею музыкального коллектива «Deep Listening Band», занимающегося музицированием и записью музыки в пространствах с усиленным резонансом (пещерах, гигантских цистернах и т. п.).

## Ранние годы
Окончила музыкальный факультет Ребекки и Джона Мур (The Rebecca and John J. Moores School of Music) Хьюстонского университета и Калифорнийский университет в Сан-Франциско, где одним из её учителей был американский композитор Роберт Эриксон (англ. Robert Erickson). Была членом марширующего оркестра Хьюстонского университета, и одним из членов-основателей местного филиала почётной женской студенческой оркестровой общины Tau Beta Sigma.
Оливерос — одна из первых членов Центра Музыкальных Записей Сан-Франциско, который в 1960-х годах был важным источником электронной музыки на западном побережье США. Позже Центр был перенесён в колледж Миллз, а Оливерос стала его первым директором. Ныне — Центр Современной Музыки. В своих выступлениях и записях Оливерос много импровизирует с помощью Расширенной Инструментальной Системы (англ. Expanded Instrument System) — разработанной ею электронной звукообрабатывающей системой.

## Калифорнийский университет, Сан-Диего
В 1967 году Оливерос покинула Миллз, чтобы занять должность на факультете музыкального отделения в Калифорнийском университете в Сан-Диего. Там Оливерос познакомилась с теоретическим физиком и мастером карате Лестером Ингбером, с которым она сотрудничала в определении процессов, относящихся к вниманию, применительно к слушанию музыки. Также Оливерос занималась карате под руководством Ингбера и получила чёрный пояс. В 1973 году Оливерос руководила исследованиями в новом Центре Музыкального Экспериментирования при университете. Она занимала должность директора центра с 1976 по 1979 г. В 1981 году, чтобы избежать сужения круга творческих интересов, она отказалась от постоянной должности в калифорнийском университете и переехала в северную часть Нью-Йорка, чтобы стать независимым композитором, артистом и консультантом.

## Deep Listening
Оливерос ввела в обиход термин Deep Listening (Глубокое Слушание) в 1991 году, и, по аналогии с этим термином, дала название своей группе — The Deep Listening Band и методике Глубокого Слушания (Deep Listening program), которой обучают в Институте Глубокого Слушания (англ. Deep Listening Institute, Ltd.) (изначально — Фонд Полины Оливерос, основан в 1985 г.). В программу курса Глубокого Слушания включены: ежегодные ретриты в Европе и США — в штате Нью-Мексико и в пригороде на севере Нью-Йорка, образовательные и сертификационные программы. Ретриты посвящены раскрытию творческих способностей через активное слушание звуков окружающей среды и медитативной музыки, написанной преподавателями института Глубокого Слушания. The Deep Listening Band, участниками которой являются Оливерос, Дэвид Гэмпер и Стюарт Демпстер, специализируется на исполнении и записи музыки в пространствах с усиленным резонансом, таких как пещеры, соборы и подземные водохранилища или цистерны. Группа сотрудничала с Элен Фулман (англ. Ellen Fullman) — изобретателем инструмента Длинные струны (англ. long string instrument), который представляет собой резонатор с перпендикулярно воткнутыми в него струнами, длина которых варьируется от 16 до 60 метров; а также с бесчисленным множеством других музыкантов, танцоров и исполнителей.

## Акустическая осознанность
Музыковед Хайди фон Гунден (1983, стр. 105—107) описывает новую музыкальную теорию, развитую Оливерос в предисловии к её «Акустическим Медитациям» (англ. Sonic Meditations) и других статьях, называя её «акустической осознанностью». Акустическая осознанность — это способность сознательно концентрировать внимание на музыкальных звуках и звуках окружающей среды, требующая постоянной готовности и склонности к непрерывному слушанию.
Эту теорию можно сравнить с концепцией визуальной осознанности английского художника и писателя Джона Бергера (англ. John Berger), описанной в его книге «Способы видения» (англ. Ways of Seeing). «Акустическая осознанность представляет собой синтез психологии сознания, физиологии боевых искусств и социологии феминистического движения». Акустическая осознанность описывает два способа обработки информации: фокусное внимание и всеобъемлющее внимание — им соответствуют графические изображения точки и круга, которые Оливерос в указанном порядке использует при создании своих произведений. Позже изображение мандалы было преобразовано и расширено: мандала была поделена на четыре части, которые символизировали активное извлечение звука, воображение звука, слушание существующего звука и запоминание услышанного звука. Эта модель использовалась при создании «Акустических медитаций» (англ. Sonic Meditations).
Применение этой теории на практике позволяет создавать «сложные акустические массы, имеющие сильный тональный центр», — фокусное внимание создаёт тональность, а всеобъемлющее внимание создает звуковую массу, меняющийся тембр, атаку, длительность, мощь и иногда высоту тона. На практике эта теория так же порождает нетрадиционные для представлений продолжительность и место, когда для прослушивания необходимо много часов, или оно должно происходить при определённых условиях.
Эта теория пропагандирует идею легко извлекаемых звуков, таких как вокальные, и «говорит, что музыка должна быть доступна всем и везде».

## Композитор, учитель, автор
В 1994 году Оливерос получила грант от Фонда Современного Искусства.
Преподавала в Политехническом институте Ренсселера и колледже Миллз.
Оливерос — автор четырёх книг, Initiation Dream, Software for People, The Roots of the Moment, и Deep Listening: A Composer’s Sound Practice. Недавно она написала главу для Sound Unbound: Sampling Digital Music and Culture (The MIT Press, 2008), под редакцией Пола Д. Миллера, он же — DJ Spooky.
В 2009 году получила награду Уильяма Шумана от Школы Искусств Колумбийского Университета.